# Sora (Barcelona)
Sora ist eine katalanische Gemeinde (Municipio) mit 219 Einwohnern (Stand: 2024) in der Provinz Barcelona im Nordosten Spaniens. Sie liegt in der Comarca Osona. Neben dem Hauptort Sora besteht die Gemeinde aus den Ortschaften Cussons und el Serradet.

## Geographie
Sora liegt etwa 82 Kilometer nördlich von Barcelona in einer Höhe von ca. 715 m.

## Demografie
| 1900 | 1930 | 1950 | 1970 | 1981 | 1991 | 2001 | 2011 | 2021 |
| ---- | ---- | ---- | ---- | ---- | ---- | ---- | ---- | ---- |
| 454  | 607  | 556  | 359  | 268  | 211  | 182  | 181  | 210  |

## Sehenswürdigkeiten

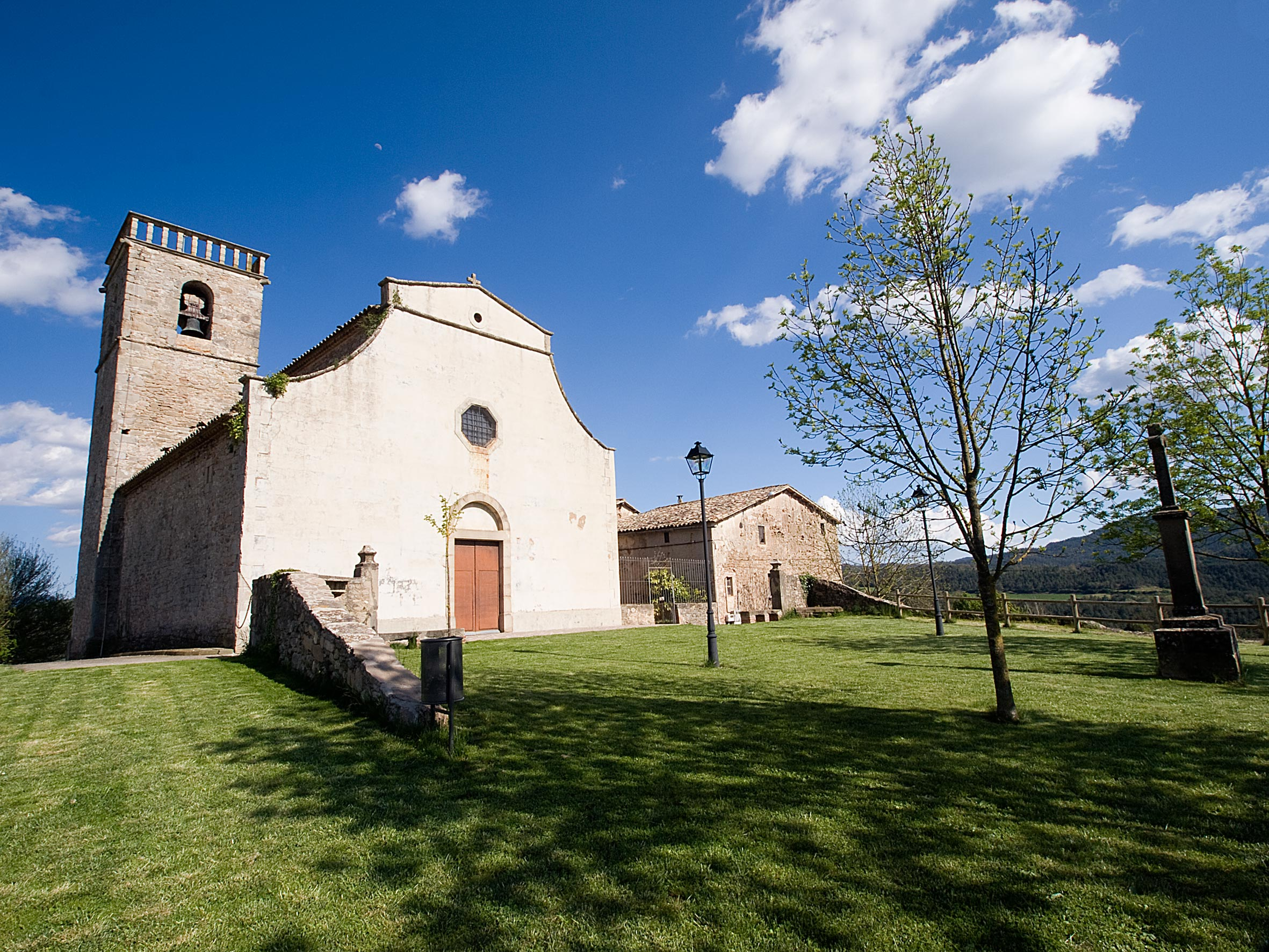
Peterskirche
- Johanniskirche
- Michaeliskirche

- Peterskirche